# Jana Bauke
Jana Bauke (* 1968) ist eine deutsche Schauspielerin, Hörspielsprecherin,  Dozentin und Leiterin der Theaterakademie Sachsen in Delitzsch.

## Leben
Bauke studierte von 1988 bis 1989 Germanistik und Geschichte an der Humboldt-Universität zu Berlin. Von 1989 bis 1994 absolvierte sie am Theater Anklam ihre Schauspielausbildung. Bauke leitet neben der Theaterakademie Sachsen auch das BAFF Theater in Delitzsch, das 1992 gegründet wurde. Ziel ist die Nachwuchsförderung von Schauspieltalenten und der Interessenförderung von Kunst und Kultur über alle Altersklassen hinweg. Sie ist unter anderem als Dozentin an der Hochschule für Musik und Theater „Felix Mendelssohn Bartholdy“ Leipzig tätig.

## Künstlerisches Wirken
1991 spielte sie im Film „Stilles Land“ von Andreas Dresen mit. Von 1994 an agierte sie bis 1995 an der Volksbühne Berlin und bis 1999 im Theater der Altmark Stendal. 1999 hatte sie ein Engagement im Thalia-Theater in Hamburg. Im Jahr 2000 spielte Bauke am bat-Studiotheater Berlin. Im Theater Magdeburg spielte sie von 2001 bis 2002, bevor sie 2002 am Staatstheater in Cottbus und bis 2008 am Schauspiel Leipzig agierte. 2018 spielte Bauke die Rolle des Bibers im Stück „Die große Reise“ am Landschafft Theater in Bad Düben.
Im Fernsehen besetzte Bauke zunächst Nebenrollen in dem Film 2004 erschienenen Film „Eine Mutter für Anna“ und 2007 im SOKO-Leipzig-Spezial „Istanbul Connection“. Seitdem übernahm sie in den Staffeln die Nebenrolle der Teamärztin Dr. Sawatzky. Weitere Nebenrollen füllte Bauke 2009 im Film „Liebe Mauer“ von Peter Timm, 2012 im Kinofilm von David Dietl „König für Deutschland“ und 2013 im Film „Bornholmer Straße“ von Christian Schwochow aus. Im Jahr 2013 wirkte sie im Kristin Frankes Kurzspielfilm „Schwarzer Zucker“ sowie als Darstellerin in der ZDF-Fernsehserie „Aktenzeichen XY … ungelöst“ mit. in der Fernsehserie „In aller Freundschaft“ übernahm die sie Rolle der Regina Leister. 2019 war sie in Wolfsland: Heimsuchung zu sehen.